# 万丹斯
万丹斯是奥地利福拉尔贝格州布卢登茨县的一个市镇。总面积53.55平方公里，总人口2684人，人口密度50.1人/平方公里（2005年）。